# Леветирацетам
Леветирацетам — противоэпилептическое средство.
Входит в перечень жизненно необходимых и важнейших лекарственных препаратов.

## Фармакодинамика
Активный компонент — леветирацетам является производным пирацетама, не связан с существующими противоэпилептическими активными компонентами, не изменяет нормальную нейротрансмиссию. Действие препарата подтверждено в условиях как фокальной, так и большой эпилепсии (эпилептиформные проявления / фотопароксизмальная реакция).

## Фармакокинетика
Леветирацетам является хорошо растворимым препаратом с высокой проникающей способностью. Благодаря полному всасыванию, носящему линейный характер, концентрация в плазме крови может быть предсказана исходя из используемой дозы препарата, выраженной в мг/кг массы тела. Степень всасывания не зависит от дозировки, биодоступность близка к 100 %.
Леветирацетам не влияет на ферментативную активность гепатоцитов.
Период полувыведения из плазмы крови взрослого человека составляет 7±1 часов.

## Показания к применению
Монотерапия, в том числе на старте терапии, фокальной эпилепсии как без генерализации, так и с генерализацией у взрослых и детей с 16 лет, в качестве дополнительной терапии некоторых форм идиопатической генерализованной эпилепсии- юношеской миоклонической эпилепсии, первично-генерализованных тонико-клонических судорог,
В качестве дополнительной терапии — для лечения больных парциальной эпилепсией (парциальные припадки как с вторичной генерализацией, так и без) в любом возрасте начиная с 1месяца жизни, эссенциальный тремор

## Противопоказания
Повышенная чувствительность к леветирацетаму, а также к любым компонентам препарата.

## Меры предосторожности
Использовать во время беременности при крайней необходимости. Не рекомендуется принимать препарат в период грудного вскармливания и пациентам в возрасте до 16 лет.
Но есть опыт применения в детском возрасте(так как существует форма в виде сиропа для детей, которая в России находится в стадии регистрации).

## Особые указания
Пожилым пациентам и больным с почечной недостаточностью рекомендуется индивидуальный подбор дозы.
При необходимости отмены лечения рекомендуется постепенное прекращение приема препарата (разовая доза уменьшается на 500 мг каждые 2-4 недели).

## Способ применения
Таблетки с пленочным покрытием следует принимать внутрь, запивая достаточным количеством жидкости, вне зависимости от приема пищи.таблетки можно делить, измельчать, смешивать с едой или вводить с помощью назогастрального зонда.

## Режим дозирования
1000—3000 мг в сутки в два приема. Начальная лечебная доза 500 мг 2 раза в сутки, но некоторые специалисты рекомендуют начинать с 250 мг 2 раза в сутки.
Суточная доза может быть увеличена в зависимости от клинической реакции и переносимости до 1500 мг 2 раза в сутки.
Изменение дозы на 500 мг может осуществляться каждые 2-4 недели.

## Побочные действия
Сонливость, головокружение, астения, головная боль.
Взаимодействие с другими препаратами практически отсутствует.
Взаимодействие с алкоголем. В последние годы получены интересные данные, позволяющие предположить эффективность леветирацетама в лечении алкоголизма (Pietrzak et al., 2008; Sarid-Segal et al., 2008; Le Strat, 2012; Fertig et al., 2012). Кроме того, рассматриваются возможности применения леветирацетама XR в режиме приема один раз в день для лечения алкогольной зависимости (Le Strat, 2012; Fertig et al., 2012). В исследовании Pietrzak et al. (2008) использовался фармако-электроэнцефалографический метод для изучения взаимодействия между этанолом и леветирацетамом. Помимо этого, рассматривалось влияние леветирацетама на эффекты, которые оказывает алкоголь на ЭЭГ кроликов (электрическая активность регистрировалась в ретикулярной формации среднего мозга, гиппокампах, коре лобных долей). Леветирацетам применялся пероральнo однократно (в дозах 50 или 200 мг/кг) или повторно по 100 мг/кг/сут в течение 14 дней. Этанол (этиловый спирт) вводился внутривенно в дозе 0,8 г/кг через 60 минут после приема леветирацетама. Этанол вызывал усиление низкочастотной активности (в диапазоне 0,5-4 Гц), а также выраженное снижение колебаний высокой частоты (13-30 и 30-45 Гц). Изменения ЭЭГ на фоне изолированного введения леветирацетама были более выраженными после многократного применения препарата. При сочетанном введении этанола и леветирацетама (200 мг/кг) наблюдалось снижение чувствительности гиппокампа к алкоголю, что может играть важную роль в лечении алкогольной зависимости и уменьшении токсического воздействия этанола на мозг.
Целью открытого пилотного испытания Sarid-Segal et al. (2008) являлась оценка эффективности и безопасности леветирацетама в лечении алкогольной зависимости. В исследовании принимали участие 20 пациентов, страдавших алкоголизмом. Препарат вводился в течение 10 дней. Максимальная суточная доза леветирацетама составила 2000 мг. Лечение леветирацетамом приводило к статистически достоверному снижению потребления алкоголя (в среднем отмечено уменьшение количества ежедневно принимаемых стандартных алкогольных единиц с 5,3 до 1,7); в большинстве случаев препарат хорошо переносился.
источник: